# Megalaima
Megalaima és un gènere d'ocells de la família dels megalèmids (Megalaimidae).

## Taxonomia
Segons la Classificació del Congrés Ornitològic Internacional (versió 2.5, 2010) aquest gènere està format per 28 espècies, però més tard aquestes espècies van ser adscrites al gènere Psilopogon, arran algus estudis. Avui Megalaima és considerat un gènere no vàlid.